# Andreas Musalus
Andreas Musalus, in latino Andreas Musalus o Andrea Musalo in italiano o Ανδρέας Μουσάλος in greco (Candia, 1665 – Venezia, 1721), è stato un matematico, filosofo e architetto greco e teorico di architettura militare in gran parte attivo a Venezia durante il XVII secolo del Rinascimento italiano.

## Biografia
Andreas Musalus nacque in una nobile famiglia greca nel 1665, a Candia nell'isola di Creta. La sua famiglia era originaria di Costantinopoli e suo padre era un medico di professione. La famiglia migrò a Venezia causa della conquista ottomana di Creta quando Andreas era neonato. Andreas iniziò gli studi quando era adolescente, studiando poi diritto e matematica all'Università di Padova. Studia retorica da Pietro Paolo Calore e Filippo Vernade, suo docente di matematica, era luogotenente dell'artiglieria della Repubblica di Venezia. Vernade gli insegnò la matematica applicata alla architettura militare. Musalus continuò i suoi studi e fece progressi così importanti in matematica che nel 1697 all'età di trentadue anni gli fu assegnata la cattedra di matematica a Venezia. Si sposò nell'anno 1707, morì nel 1721.